# 7-й истребительный авиационный корпус
7-й истребительный авиационный Львовский Краснознамённый ордена Суворова корпус (7-й иак) — соединение Военно-Воздушных сил (ВВС) Вооруженных Сил РККА, принимавшее участие в боевых действиях Великой Отечественной войны.

## Наименования корпуса
- 5-й смешанный авиационный корпус;
- 7-й истребительный авиационный корпус;
- 7-й Львовский истребительный авиационный корпус[1];
- 6-й гвардейский Львовский истребительный авиационный корпус[2];
- 6-й гвардейский Львовский Краснознамённый истребительный авиационный корпус;
- 6-й гвардейский Львовский Краснознамённый ордена Суворова II степени истребительный авиационный корпус;
- 78-й гвардейский Львовский Краснознамённый ордена Суворова II степени истребительный авиационный корпус.

## Создание корпуса
7-й истребительный авиационный корпус сформирован 26 июня 1943 года решением Государственного комитета обороны путём переименования 5-го смешанного авиационного корпуса с передачей управления корпуса и личного состава 304-й бомбардировочной авиационной дивизии без передачи материальной части

11. Истребительный авиакорпус № 7 сформировать к 15 мая 1943 года. Формирование авиакорпуса провести в районе Тушино за счет вывода к 1 апреля 1943 г. из состава ВВС Действующей Армии одного из истребительных авиакорпусов без материальной части— Постановления № ГКО-2880сс от 13 февраля 1943 года

## Преобразование корпуса
7-й истребительный авиационный Львовский корпус 27 октября 1944 года переименован в 6-й гвардейский истребительный авиационный Львовский корпус

## В действующей армии
В составе действующей армии:
- c 09 июля 1943 года по 21 сентября 1943 года[5]
- с 04 октября 1943 года по 27 октября 1944 года,[5]

всего 390 дней.

## Командир корпуса
Генерал-майор авиации, с 19 августа 1944 года генерал-лейтенант авиации Утин Александр Васильевич. Период нахождения в должности: с 26 июня 1943 года по 27 октября 1944 года

## Начальник штаба корпуса
- полковник, генерал-майор авиации Семенов Александр Алексеевич

## В составе объединений
| Объединение                                      | Период                  |
| ------------------------------------------------ | ----------------------- |
| 5-я воздушная армия Степной Военный округ        | 26.06.1943 — 09.07.1943 |
| 5-я воздушная армия Степной фронт                | 09.07.1943 — 21.09.1943 |
| авиация Резерва Верховного Главного Командования | 21.09.1943 — 04.10.1943 |
| 5-я воздушная армия Степной фронт                | 04.10.1943 — 20.10.1943 |
| 5-я воздушная армия 2-й Украинский фронт         | 20.10.1943 — 08.07.1944 |
| 2-я воздушная армия 1-й Украинский фронт         | 08.07.1944 — 16.07.1944 |
| 8-я воздушная армия 1-й Украинский фронт         | 16.07.1944 — 30.07.1944 |
| 2-я воздушная армия 1-й Украинский фронт         | 30.07.1944 — 27.10.1944 |

## Соединения, части и отдельные подразделения корпуса

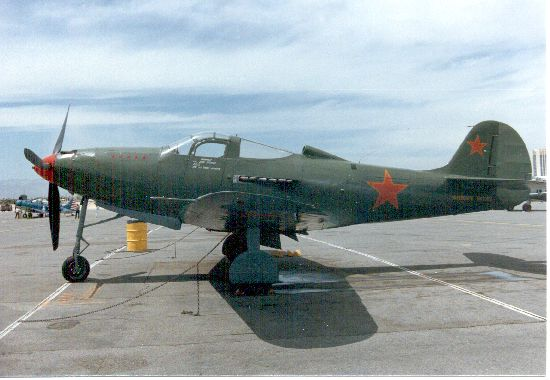
Самолет корпуса P-39 Аэрокобра

- 259-я истребительная авиационная дивизия (до 01.08.1943 г.)[7]
  - 195-й истребительный авиационный полк
  - 976-й истребительный авиационный полк
  - 21-й истребительный авиационный полк
- 304-я истребительная авиационная дивизия (сформирована на базе 304-й бомбардировочной авиационной дивизии) (с 26.06.1943 г. до окончания войны)[7][8]
  - 21-й гвардейский истребительный авиационный полк (с 10.08.1943 г.)
  - 69-й гвардейский истребительный авиационный полк (с 26.06.1943 г.)
  - 9-й истребительный авиационный полк (с 12.08.1943 г.)
- 205-я истребительная авиационная дивизия (с 01.10.1943 г. до окончания войны)
  - 27-й истребительный авиационный полк
  - 438-й истребительный авиационный полк
  - 508-й истребительный авиационный полк
- 9-я гвардейская истребительная авиационная дивизия (с 07 мая 1944 года до окончания войны)[8]
  - 16-й гвардейский истребительный авиационный полк
  - 100-й гвардейский истребительный авиационный полк
  - 104-й гвардейский истребительный авиационный полк
- 416-я отдельная авиационная эскадрилья связи[5]
- 282-я отдельная рота связи[5]
- 2675-я военно-почтовая станция[5]

## Участие в операциях и битвах
- Курская битва — с 9 июля 1943 года по 23 августа 1943 года.
  - Белгородско-Харьковская стратегическая наступательная операция («Полководец Румянцев»)[6] — с 3 августа 1943 года по 23 августа 1943 года.
- Кировоградская операция[6] — с 5 января 1944 года по 16 января 1944 года.
- Корсунь-Шевченковская операция[6] — с 24 января 1944 года по 17 февраля 1944 года.
- Уманско-Ботошанская операция[6] — с 5 марта 1944 года по 17 апреля 1944 года.
- Львовско-Сандомирская операция[6] — с 13 июля 1944 года по 3 августа 1944 года.

## Переименование в гвардейские части
- 7-й Львовский истребительный авиационный корпус в 6-й гвардейский Львовский истребительный авиационный корпус[2]
- 205-я истребительная авиационная дивизия в 22-ю гвардейскую истребительную авиационную дивизию[2]
- 304-я истребительная авиационная дивизия в 23-ю гвардейскую истребительную авиационную дивизию[2]
- 9-й истребительный авиационный полк в 211-й гвардейский истребительный авиационный полк[2]
- 27-й истребительный авиационный полк в 129-й гвардейский истребительный авиационный полк[9]
- 438-й истребительный авиационный полк в 212-й гвардейский истребительный авиационный полк[2]
- 508-й истребительный авиационный полк в 213-й гвардейский истребительный авиационный полк[2]
- 416-я отдельная авиационная эскадрилья связи в 14-ю гвардейскую отдельную авиационную эскадрилью связи[2]
- 282-я отдельная рота связи в 69-ю гвардейскую отдельную роту связи[2]

## Почётные наименования
- 7-му истребительному авиационному корпусу присвоено почётное наименование «Львовский»[10]
- 304-й истребительной авиационной дивизии присвоено почётное наименование «Черкасская»[11]
- 21-му гвардейскому истребительному авиационному полку присвоено почётное наименование «Черкасский»[11]
- 9-му истребительному авиационному полку присвоено почётное наименование «Ярославский»[12]
- 438-му истребительному авиационному полку присвоено почётное наименование «Ярославский»[12]
- 16-му гвардейскому истребительному авиационному полку присвоено почётное наименование «Сандомирский»[13]
- 129-му гвардейскому истребительному авиационному полку присвоено почётное наименование «Сандомирский»[13]

## Награды
- 9-я гвардейская Мариупольская истребительная авиационная дивизия награждена орденом «Богдана Хмельницкого II степени»[14]
- 100-й гвардейский истребительный авиационный полк награждён орденом «Богдана Хмельницкого II степени»[14]
- 129-й гвардейский истребительный авиационный полк награждён орденом «Богдана Хмельницкого II степени»[14]
- 508-й истребительный авиационный полк награждён орденом «Богдана Хмельницкого IIстепени»[14]

## Герои Советского Союза
- Покрышкин Александр Иванович, подполковник, командир 16-го гвардейского истребительного авиационного полка 9-й гвардейской истребительной авиационной дивизии 7-го истребительного авиационного корпуса 8-й воздушной армии 19 августа 1944 года удостоен звания Трижды Герой Советского Союза. Золотая Звезда № 3/1.
- Гулаев Николай Дмитриевич, капитан, командир эскадрильи 129-го гвардейского истребительного авиационного полка 205-й истребительной авиационной дивизии 7-го истребительного авиационного корпуса 5-й воздушной армии 1 июля 1944 года удостоен звания Дважды Герой Советского Союза. Золотая Звезда № н/д
- Речкалов Григорий Андреевич, капитан, заместитель командира 16-го гвардейского истребительного авиационного полка 9-й гвардейской истребительной авиационной дивизии 7-го истребительного авиационного корпуса 5-й воздушной армии 1 июля 1944 года удостоен звания Дважды Герой Советского Союза. Золотая Звезда № 2/025.
- Делегей Николай Куприянович, майор, командир 508-го истребительного авиационного полка 205-й истребительной авиационной дивизии 7-го истребительного авиационного корпуса 5-й воздушной армии 1 июля 1944 года удостоен звания Герой Советского Союза. Золотая Звезда № 4280.
- Лиховид Михаил Степанович, старший лейтенант, заместитель командира эскадрильи 104-го гвардейского истребительного авиационного полка 9-й гвардейской истребительной авиационной дивизии 7-го истребительного авиационного корпуса 8-й воздушной армии 27 июня 1945 года удостоен звания Герой Советского Союза. Посмертно.
- Михалёв Василий Павлович, старший лейтенант, командир эскадрильи 508-го истребительного авиационного полка 205-й истребительной авиационной дивизии 7-го истребительного авиационного корпуса 5-й воздушной армии 1 июля 1944 года удостоен звания Герой Советского Союза. Золотая Звезда № 4430.
- Оборин Александр Васильевич, подполковник, командир 438-го истребительного авиационного полка 205-й истребительной авиационной дивизии 7-го истребительного авиационного корпуса 2-й воздушной армии 10 апреля 1945 года удостоен звания Герой Советского Союза. Посмертно.
- Чепинога Павел Иосифович, командир эскадрильи 508-го истребительного авиационного полка 205-й истребительной авиационной дивизии 7-го истребительного авиационного корпуса 5-й воздушной армии 26 октября 1944 года удостоен звания Герой Советского Союза. Золотая Звезда № 4606.